# Agassiziella irisalis
Agassiziella irisalis là một loài bướm đêm trong họ Crambidae.